# Rebellion Developments
Pour les articles homonymes, voir Rebellion (homonymie).
Rebellion est un studio de développement de jeux vidéo indépendant fondé en 1992 et basé à Oxford en Angleterre.

## Historique
Le 3 mars 2006, Rebellion acquiert les droits des jeux Elixir Studios,.
La société héberge de juin 2006 à janvier 2010 une société satellite baptisée Rebellion UK Derby, anciennement Core Design, connue pour la franchise à succès Tomb Raider.
Depuis 2000, Rebellion publie également des comics, après avoir en particulier racheté 2000 AD à la société Fleetway. Certains personnages du célèbre magazine, comme Judge Dredd ont fait l'objet d'adaptations en jeu vidéo par Rebellion. Depuis 2005 le studio édite principalement la série Sniper Elite dont le cinquième opus est disponible. 

## Jeux développés
- Alien vs. Predator —  1994, Jaguar
- Aliens vs. Predator — 1999, PC (Windows)
- Astérix : Sur la trace d'Idéfix — 2000, Game Boy Color
- Aliens vs. Predator — 2010, PC, PlayStation 3, Xbox 360
- Aliens vs. Predator: Gold — 2000, PC (Windows)
- Aliens vs. Predator: Requiem — 2007, PSP
- Battlezone VR — 2016, PlayStation VR
- Bons baisers de Russie — 2006, PSP
- Call of Duty: World at War - Final Fronts — 2008, PS2
- Dead to Rights : Reckoning — 2006, PSP
- Eye of the Storm — 1993, Amiga, PC (DOS)
- Free Running — 2007, PlayStation 2, PSP
- Gunfighter II: Revenge of Jesse James
- Gunlok
- Harry Potter et l'Ordre du phénix — 2007, PSP
- Iron Storm — 2002, PlayStation 2
- Judge Dredd: Dredd vs. Death — 2003, PlayStation 2, Xbox, GameCube et PC (Windows)
- Klustar
- Largo Winch — 2000, Playstation
- Les Simpson, le jeu — 2007, PlayStation 2, PSP, Wii
- Medal of Honor : Résistance — 2002, Game Boy Advance
- Miami Vice : Deux flics à Miami — 2006, PSP
- Midnight Club: Street Racing — 2001, Game Boy Advance
- Mission: Impossible — 1999, Game Boy Color
- The Mummy — 1999/2000, PlayStation et PC (Windows)
- NeverDead - 2012, PlayStation 3, Xbox 360
- PDC World Championship Darts 2009 — 2009, Wii
- Rogue Trooper — 2006, PlayStation 2, Xbox et PC
- Rogue Warrior — 2009, PlayStation 3, Xbox 360, PC
- Shellshock 2: Blood Trails — 2009, PlayStation 3, Xbox 360, PC
- Skyhammer — 2000, Jaguar
- Sniper Elite — 2005, PlayStation 2, Xbox, Windows
- Sniper Elite V2 — 2012, PlayStation 3, Xbox 360, Windows
- Sniper Elite III — 2014, PlayStation 3, Xbox 360, PlayStation 4, Xbox One, Windows
- Sniper Elite 4 — 2017, PlayStation 4, Xbox One, Windows
- Snood — 2001, GBA
- Star Wars: Battlefront - Elite Squadron — 2009, PSP
- Star Wars: Battlefront - Renegade Squadron — 2007, PSP
- Tiger Woods PGA Tour Golf
- Tom Clancy's Rainbow Six — 1999, PlayStation
- Tom Clancy's Rainbow Six: Lone Wolf — 2000, PlayStation
- Zombie Army Trilogy — 2015, PlayStation 4, Xbox One, Nintendo Switch, Windows
- Zombie Army 4: Dead War — 2020, PlayStation 4, Xbox One, Stadia, Windows
- Sniper Elite 5 — 2022, PlayStation 5, Xbox Series, PlayStation 4, Xbox One, Windows